# Сен-Леже (Приморская Шаранта)
Сен-Леже́ (фр. Saint-Léger) — коммуна во Франции, находится в регионе Пуату — Шаранта. Департамент коммуны — Приморская Шаранта. Входит в состав кантона Пон. Округ коммуны — Сент.
Код INSEE коммуны — 17354.

## Население
Население коммуны на 2010 год составляло 602 человека.
| 1962 | 1968 | 1975 | 1982 | 1990 | 1999 | 2010 |
| ---- | ---- | ---- | ---- | ---- | ---- | ---- |
| 402  | 402  | 375  | 402  | 461  | 464  | 602  |